# Debora (profet)

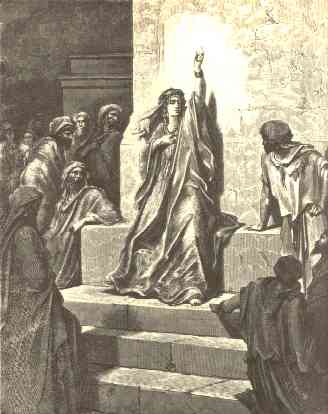
Debora i konstnären Gustave Dorés tolkning.

Debora är en biblisk person som omtalas i Domarbokens fjärde och femte kapitel. Hon var av Efraims stam och var den enda kvinna som innehade ämbetet som domare (shofetim) i Israel. Hon var också profet, samt ledde israelitiska stammar mot kananéerna cirka 1150 f.Kr. Hon är den enda av domarna i Domarboken att också kallas profet, en egenskap hon delar med stora individer före henne såsom Mose och Samuel.
Texten i Domarboken kan tolkas som att Debora var gift med en man vid namn Lappidot. Men texten kan också tolkas som att Debora var ogift  och var en eldig och orädd kvinna, en tolkning som många exegeter förespråkar idag.
Det femte kapitlet i Domarboken kallas Deborasången eller Deboras segersång. Enligt Domarboken sjöngs den av henne och Barak. Deborasången anses vara Gamla testamentets äldsta text.